# Božidar Grubišić (admiral)
Božidar Grubišić (Šibenik, 5. prosinca 1932. – Split, 27. svibnja 2021.), admiral JRM i zamjenik glavnog inspektora obrane HV, hrvatske nacionalnosti. 
Obnašao je dužnost zapovjednika flote JRM. Godine 1988. bio je zapovjednik vojnopomorske oblasti. Iz jugoslavenske vojske prešao je u Hrvatsku vojsku 1. studenoga 1991. godine. Ukazom predsjednika Republike Hrvatske Franje Tuđmana ukaz o prevođenju činova JNA u činove djelatnih časnika u OS RH 26. studenoga 1991., Grubišić i Sveto Letica dobili su čin djelatnog admirala.
I u HV bio na visokim položajima. Bio je savjetnik zamjenika ministra obrane za opremanje HRM, zamjenik glavnog inspektora obrane. 1. travnja 1996. prestala mu je aktivna vojna služba kad je Hrvatska vojska prešla u mirovni preustroj. Odlukom predsjednika RH Tuđmana o prelasku na mirnodopski ustroj oružanih snaga od 12. ožujka 1996., razriješen je dužnosti zamjenika glavnog inspektora HV i umirovljen.

## Politička karijera do 1991.
Sudjelovao je na više kongresa SKJ. Na 11. kongresu bio je delegat, a na 13. kongresu je napredovao u stranci i ušao kao član u središnje tijelo, Centralni komitet. U novoosnovanom SK – Pokret za Jugoslaviju član izvršnog odbora. U SSNO-u je 1991. bio podsekretar.